# Super Bowl legértékesebb játékos díj

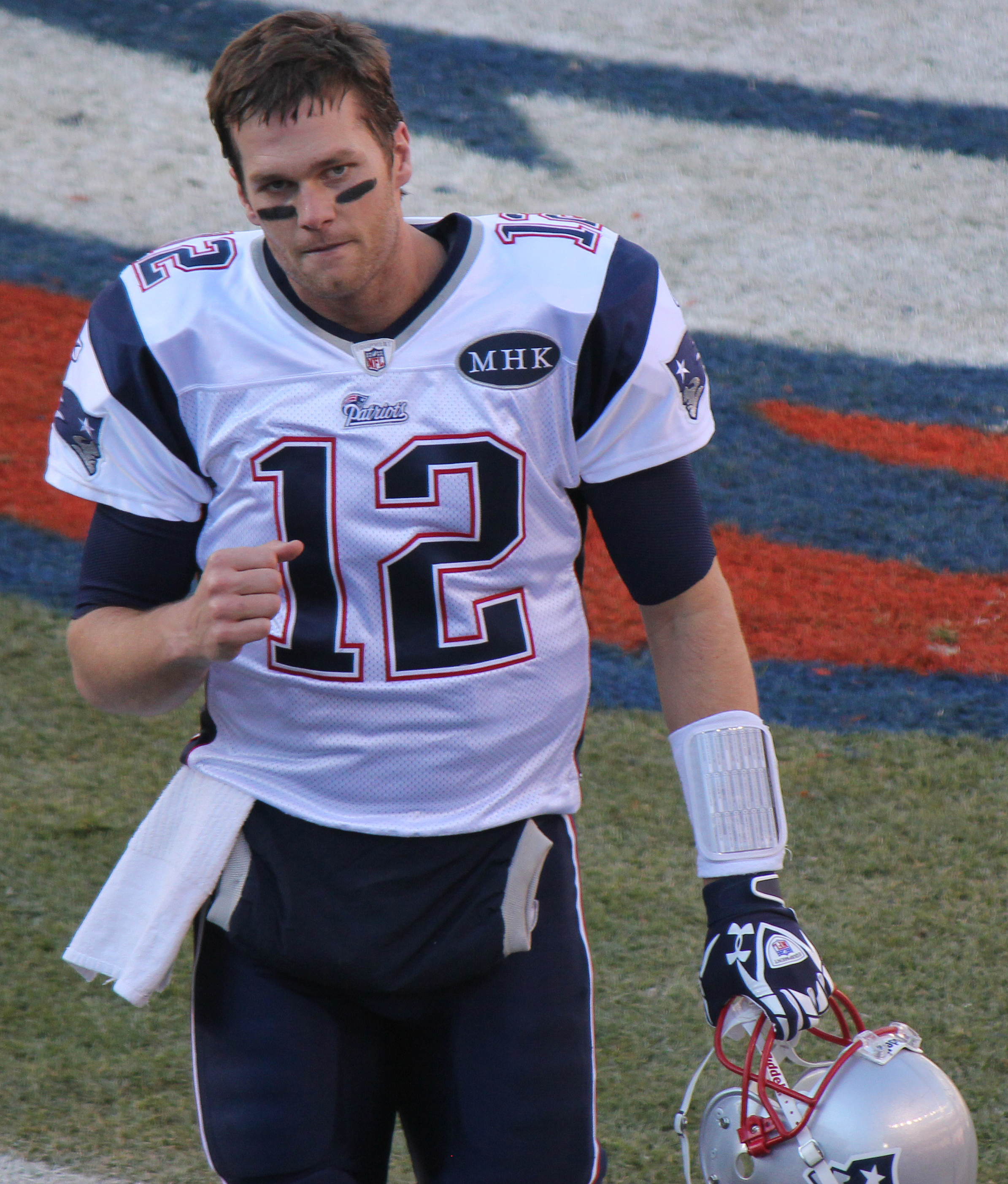
Tom Brady ötször volt a Super Bowl legértékesebb játékosa

A Super Bowl legértékesebb játékos díját (Super Bowl MVP) az a játékos kapja, aki a Super Bowl mérkőzésen, az NFL nagydöntőjén a legértékesebb játékos volt.

Az eddigi 59 Super Bowlon 49 különböző játékosnak ítélték oda a díjat. Tom Brady a New England Patriots irányítója ötször, Joe Montana, a San Francisco 49ers irányítója és Patrick Mahomes, a Kansas City Chiefs irányítója háromszor, Bart Starr, Terry Bradshaw és Eli Manning kétszer nyerte el a díjat. 1978-ban a Super Bowl XII-n két játékos megosztva lett a legértékesebb játékos.

## Győztesek
Jelmagyarázat
| *           | A Pro Football Hall of Fame-be megválasztott játékos. |
| +           | A játékos a vesztes csapat tagja volt.                |
| Játékos (#) | A játékos hányadszorra nyerte el a díjat.             |

| Év   | Super Bowl | Győztes             | Csapat               | Pozíció                      | Forrás |
| ---- | ---------- | ------------------- | -------------------- | ---------------------------- | ------ |
| 1967 | I          | Bart Starr*         | Green Bay Packers    | Quarterback                  | [ 1 ]  |
| 1968 | II         | Bart Starr (2)*     | Green Bay Packers    | Quarterback                  | [ 2 ]  |
| 1969 | III        | Joe Namath*         | New York Jets        | Quarterback                  | [ 3 ]  |
| 1970 | IV         | Len Dawson*         | Kansas City Chiefs   | Quarterback                  | [ 4 ]  |
| 1971 | V          | Chuck Howley+       | Dallas Cowboys       | Linebacker                   | [ 5 ]  |
| 1972 | VI         | Roger Staubach*     | Dallas Cowboys       | Quarterback                  | [ 6 ]  |
| 1973 | VII        | Jake Scott          | Miami Dolphins       | Safety                       | [ 7 ]  |
| 1974 | VIII       | Larry Csonka*       | Miami Dolphins       | Running back                 | [ 8 ]  |
| 1975 | IX         | Franco Harris*      | Pittsburgh Steelers  | Running back                 | [ 9 ]  |
| 1976 | X          | Lynn Swann*         | Pittsburgh Steelers  | Wide receiver                | [ 10 ] |
| 1977 | XI         | Fred Biletnikoff*   | Oakland Raiders      | Wide receiver                | [ 11 ] |
| 1978 | XII        | Harvey Martin       | Dallas Cowboys       | Defensive end                | [ 12 ] |
| 1978 | XII        | Randy White*        | Dallas Cowboys       | Defensive tackle             | [ 12 ] |
| 1979 | XIII       | Terry Bradshaw*     | Pittsburgh Steelers  | Quarterback                  | [ 13 ] |
| 1980 | XIV        | Terry Bradshaw (2)* | Pittsburgh Steelers  | Quarterback                  | [ 14 ] |
| 1981 | XV         | Jim Plunkett        | Oakland Raiders      | Quarterback                  | [ 15 ] |
| 1982 | XVI        | Joe Montana*        | San Francisco 49ers  | Quarterback                  | [ 16 ] |
| 1983 | XVII       | John Riggins*       | Washington Redskins  | Running back                 | [ 17 ] |
| 1984 | XVIII      | Marcus Allen*       | Los Angeles Raiders  | Running back                 | [ 18 ] |
| 1985 | XIX        | Joe Montana (2)*    | San Francisco 49ers  | Quarterback                  | [ 19 ] |
| 1986 | XX         | Richard Dent*       | Chicago Bears        | Defensive end                | [ 20 ] |
| 1987 | XXI        | Phil Simms          | New York Giants      | Quarterback                  | [ 21 ] |
| 1988 | XXII       | Doug Williams       | Washington Redskins  | Quarterback                  | [ 22 ] |
| 1989 | XXIII      | Jerry Rice *        | San Francisco 49ers  | Wide receiver                | [ 23 ] |
| 1990 | XXIV       | Joe Montana (3)*    | San Francisco 49ers  | Quarterback                  | [ 24 ] |
| 1991 | XXV        | Ottis Anderson      | New York Giants      | Running back                 | [ 25 ] |
| 1992 | XXVI       | Mark Rypien         | Washington Redskins  | Quarterback                  | [ 26 ] |
| 1993 | XXVII      | Troy Aikman*        | Dallas Cowboys       | Quarterback                  | [ 27 ] |
| 1994 | XXVIII     | Emmitt Smith*       | Dallas Cowboys       | Running back                 | [ 28 ] |
| 1995 | XXIX       | Steve Young*        | San Francisco 49ers  | Quarterback                  | [ 29 ] |
| 1996 | XXX        | Larry Brown         | Dallas Cowboys       | Cornerback                   | [ 30 ] |
| 1997 | XXXI       | Desmond Howard      | Green Bay Packers    | Kick returner/ punt returner | [ 31 ] |
| 1998 | XXXII      | Terrell Davis       | Denver Broncos       | Running back                 | [ 32 ] |
| 1999 | XXXIII     | John Elway*         | Denver Broncos       | Quarterback                  | [ 33 ] |
| 2000 | XXXIV      | Kurt Warner         | St. Louis Rams       | Quarterback                  | [ 34 ] |
| 2001 | XXXV       | Ray Lewis           | Baltimore Ravens     | Linebacker                   | [ 35 ] |
| 2002 | XXXVI      | Tom Brady           | New England Patriots | Quarterback                  | [ 36 ] |
| 2003 | XXXVII     | Dexter Jackson      | Tampa Bay Buccaneers | Safety                       | [ 37 ] |
| 2004 | XXXVIII    | Tom Brady (2)       | New England Patriots | Quarterback                  | [ 38 ] |
| 2005 | XXXIX      | Deion Branch        | New England Patriots | Wide receiver                | [ 39 ] |
| 2006 | XL         | Hines Ward          | Pittsburgh Steelers  | Wide receiver                | [ 40 ] |
| 2007 | XLI        | Peyton Manning      | Indianapolis Colts   | Quarterback                  | [ 41 ] |
| 2008 | XLII       | Eli Manning         | New York Giants      | Quarterback                  | [ 42 ] |
| 2009 | XLIII      | Santonio Holmes     | Pittsburgh Steelers  | Wide receiver                | [ 43 ] |
| 2010 | XLIV       | Drew Brees          | New Orleans Saints   | Quarterback                  | [ 44 ] |
| 2011 | XLV        | Aaron Rodgers       | Green Bay Packers    | Quarterback                  | [ 45 ] |
| 2012 | XLVI       | Eli Manning (2)     | New York Giants      | Quarterback                  | [ 46 ] |
| 2013 | XLVII      | Joe Flacco          | Baltimore Ravens     | Quarterback                  | [ 47 ] |
| 2014 | XLVIII     | Malcolm Smith       | Seattle Seahawks     | Linebacker                   | [ 48 ] |
| 2015 | XLIX       | Tom Brady (3)       | New England Patriots | Quarterback                  | [ 49 ] |
| 2016 | 50         | Von Miller          | Denver Broncos       | Linebacker                   | [ 50 ] |
| 2017 | LI         | Tom Brady (4)       | New England Patriots | Quarterback                  | [ 51 ] |
| 2018 | LII        | Nick Foles          | Philadelphia Eagles  | Quarterback                  | [ 52 ] |
| 2019 | LIII       | Julian Edelman      | New England Patriots | Wide receiver                | [ 53 ] |
| 2020 | LIV        | Patrick Mahomes     | Kansas City Chiefs   | Quarterback                  | [ 54 ] |
| 2021 | LV         | Tom Brady (5)       | Tampa Bay Buccaneers | Quarterback                  | [ 55 ] |
| 2022 | LVI        | Cooper Kupp         | Los Angeles Rams     | Wide receiver                | [ 56 ] |
| 2023 | LVII       | Patrick Mahomes (2) | Kansas City Chiefs   | Quarterback                  | [ 57 ] |
| 2024 | LVIII      | Patrick Mahomes (3) | Kansas City Chiefs   | Quarterback                  | [ 58 ] |
| 2025 | LIX        | Jalen Hurts         | Philadelphia Eagles  | Quarterback                  | [ 59 ] |

### Győztesek csapat szerint
| Csapat                         | Összesen | Super Bowl                            |
| ------------------------------ | -------- | ------------------------------------- |
| Dallas Cowboys                 | 7        | V, VI, XII, XXVII, XXVIII, XXX        |
| Pittsburgh Steelers            | 6        | IX, X, XIII, XIV, XL, XLIII           |
| New England Patriots           | 6        | XXXVI, XXXVIII, XXXIX, XLIX, LI, LIII |
| San Francisco 49ers            | 5        | XVI, XIX, XXIII, XXIV, XXIX           |
| Green Bay Packers              | 4        | I, II, XXXI, XLV                      |
| New York Giants                | 4        | XXI, XXV, XLII, XLVI                  |
| Kansas City Chiefs             | 4        | IV, LIV, LVII, LVIII                  |
| Los Angeles/Oakland Raiders    | 3        | XI, XV, XVIII                         |
| Washington Redskins/Commanders | 3        | XVII, XXII, XXVI                      |
| Denver Broncos                 | 3        | XXXII, XXXIII, 50                     |
| Miami Dolphins                 | 2        | VII, VIII                             |
| Baltimore Ravens               | 2        | XXXV, XLVII                           |
| Tampa Bay Buccaneers           | 2        | XXXVII, LV                            |
| St. Louis/Los Angeles Rams     | 2        | XXXIV, LVI                            |
| Philadelphia Eagles            | 2        | LII, LIX                              |
| New York Jets                  | 1        | III                                   |
| Chicago Bears                  | 1        | XX                                    |
| Indianapolis Colts             | 1        | XLI                                   |
| New Orleans Saints             | 1        | XLIV                                  |
| Seattle Seahawks               | 1        | XLVIII                                |

### Győztesek pozíció szerint
| Pozíció                     | Összesen |
| --------------------------- | -------- |
| Quarterback                 | 34       |
| Wide receiver               | 8        |
| Running back                | 7        |
| Linebacker                  | 4        |
| Defensive end               | 2        |
| Safety                      | 2        |
| Cornerback                  | 1        |
| Defensive tackle            | 1        |
| Kick returner/punt returner | 1        |

### Többszörös győztesek
| Játékos         | Pozíció     | Csapat                                              | Összesen | Super Bowl                   |
| --------------- | ----------- | --------------------------------------------------- | -------- | ---------------------------- |
| Tom Brady       | Quarterback | New England Patriots (4) / Tampa Bay Buccaneers (1) | 5        | XXXVI, XXXVIII, XLIX, LI, LV |
| Joe Montana*    | Quarterback | San Francisco 49ers                                 | 3        | XVI, XIX, XXIV               |
| Patrick Mahomes | Quarterback | Kansas City Chiefs                                  | 3        | LIV, LVII, LVIII             |
| Bart Starr*     | Quarterback | Green Bay Packers                                   | 2        | I, II                        |
| Terry Bradshaw* | Quarterback | Pittsburgh Steelers                                 | 2        | XIII, XIV                    |
| Eli Manning     | Quarterback | New York Giants                                     | 2        | XLII, XLVI                   |